# Dinamo-Auto Tiraspol
FC Dinamo-Auto este un club de fotbal din Tiraspol, Republica Moldova, care evoluează în prezent în Divizia Națională.

## Palmares
- Divizia „B” Sud (1): 2009-10

## Ultimile sezoane
| Sezon     | Div.              | Poz. | M  | V  | R | Î  | GM | GP | P  | Cupa Moldovei | Europa | Europa | Golgetter (League) | Antrenor         |
| --------- | ----------------- | ---- | -- | -- | - | -- | -- | -- | -- | ------------- | ------ | ------ | ------------------ | ---------------- |
| 2009–10   | Divizia „B” Nord  | 1/13 | 24 | 17 | 5 | 2  | 69 | 11 | 56 | ?             | —      | —      |                    |                  |
| 2010–11   | Divizia „A”       | 3/15 | 28 | 17 | 6 | 5  | 52 | 26 | 57 | 1/32          | —      | —      |                    |                  |
| 2011–12   | Divizia „A”       | 7/16 | 30 | 13 | 7 | 10 | 52 | 32 | 46 | 1/16          | —      | —      |                    | Dmitriu Arabadji |
| 2012–13   | Divizia „A”       | 3/15 | 28 | 17 | 5 | 6  | 51 | 23 | 56 | 1/16          | —      | —      | Maxim Iurcu        | Dmitriu Arabadji |
| 2013-2014 | Divizia Națională | n/12 | n  | n  | n | n  | n  | n  | n  | 1/64          | —      | —      |                    | Dmitriu Arabadji |